# Wiler (Valais)
Pour les articles homonymes, voir Wiler.
Wiler est une commune suisse du canton du Valais, située dans le demi-district de Rarogne occidental.

## Géographie
Le territoire de Wiler s'étend sur 14,66 km2. Lors du relevé de 2013-2018, les surfaces d'habitations et d'infrastructures représentaient 3,0 % de sa superficie, les surfaces agricoles 19,5 %, les surfaces boisées 22,9 % et les surfaces improductives 54,6 %.
Wiler se trouve dans le demi-district de Rarogne occidental, en Valais. Racharten est la plus ancienne partie du village.
Les communes limitrophes sont  Blatten, Kandersteg, Kippel, Niedergesteln et Rarogne.

## Toponymie
La commune est attestée en 1363 comme « Wyllere » et en 1396 comme « Wiler ». Le nom vient de l'ancien haut allemand « wīlāri » signifiant « hameau » ou « petit village ». Ce mot tire son origine de l'adjectif latin « villāris » à travers le roman « villāre » ; les noms des communes de Villiers et de Villars-sur-Glâne, respectivement dans les cantons de Neuchâtel et Fribourg, partagent ainsi leur origine avec Wiler.

## Histoire
L'histoire de Wiler se confond en grande partie avec celle du Lötschental.
La commune subit à plusieurs reprises des catastrophes naturelles, notamment les ravages provoqués par la crue du Milibach en 1876 et en 2011. Un incendie détruisit toutes les maisons du village en 1900.
Au spirituel, le village relève historiquement de la paroisse de Kippel. La chapelle de la Présentation est mentionnée pour la première fois en 1687. Après son élévation au rang de paroissiale en 1966, la chapelle Notre-Dame, construite en 1952, reçoit pour filiale la chapelle Saint-Nicolas de Flue à la Lauchernalp.
Wiler est desservi par la route de la vallée depuis 1953. La construction en 1972 du téléphérique et des téléskis de la Lauchernalp donnent une impulsion au développement et fait de Lauchern le centre touristique et sportif de la vallée. Au début du XXIe siècle, la tradition du théâtre populaire et les coutumes ancestrales du Lötschental (Dimanche de la bénédiction, masques de Tschäggätä) y sont encore très vivaces.

## Démographie

### Évolution de la population
Wiler compte 554 habitants au 31 décembre 2022 pour une densité de population de 38 hab/km2. Sur la période 2010-2019, sa population a augmenté de 1,6 % (canton : 10,5 % ; Suisse : 9,4 %).  

### Pyramide des âges
En 2020, le taux de personnes de moins de 30 ans s'élève à 31,2 %, au-dessous de la valeur cantonale (31,7 %). Le taux de personnes de plus de 60 ans est quant à lui de 25,2 %, alors qu'il est de 26,6 % au niveau cantonal.
La même année, la commune compte 276 hommes pour 289 femmes, soit un taux de 48,8 % d'hommes, inférieur à celui du canton (49,6 %).
| Hommes | Classe d’âge | Femmes |
| ------ | ------------ | ------ |
| 0,4    | 90 ans ou +  | 1,4    |
| 5,8    | 75 à 89 ans  | 13,8   |
| 17,8   | 60 à 74 ans  | 11,1   |
| 34,1   | 45 à 59 ans  | 25,6   |
| 11,6   | 30 à 44 ans  | 16,3   |
| 19,6   | 15 à 29 ans  | 17,6   |
| 10,9   | - de 14 ans  | 14,2   |

| Hommes | Classe d’âge | Femmes |
| ------ | ------------ | ------ |
| 0,5    | 90 ans ou +  | 1,2    |
| 7,5    | 75 à 89 ans  | 9,4    |
| 16,8   | 60 à 74 ans  | 17,7   |
| 22,2   | 45 à 59 ans  | 21,7   |
| 20,3   | 30 à 44 ans  | 19,4   |
| 17,7   | 15 à 29 ans  | 16,6   |
| 14,9   | - de 14 ans  | 14,1   |

## Personnalités
- Beat Rieder, conseillers aux États (2015-)